# Hamer-Banna
Hamer-Banna (oder auch Hamar-Koke, Hammercoche, Amarcocche, Cocche, Beshada, Hamer, Hammer, Hamar, Amer, Amar, Ammar, Banna, Bana, Kara Kerre) ist eine südomotische Sprache und wird von den Hamar und den Banna in Äthiopien gesprochen, insgesamt sind dies 42.838 Sprecher (Stand von 1998).
Die Sprache hat die Grundwortfolge Subjekt-Objekt-Verb.

## Sprachbeispiele
Wie geht’s? –  Naa gaya?

Mir geht’s gut. – Fayya.

Ich habe Hunger. – Inta dargatedi.

Wasser – norrob

Essen – galla

Ziege – kulli

gut – fayya

schlecht – sia

eins – kalla

zwei – lamaa

drei – mgan

vier – oiti

fünf – dong

### Vater unser
Tanu Papa, ehuatirami cate yuri timcui. Ene scira tenera muchamura. Ene nuamai ritama teneruri tanu in. Ene putari tenera yahuckemura maeramania ehuetemai ritama cate, maerai veranu aikiara tuyuca ritama cate veranu. Tanu eocmai neyume icume tanu supe. Tenepatatanu tanu eraecmamaicana tanu tenepeta tanu sahuayaracana. Ename neischari tanu ucucui maca eraecmamai. Ayaisimarae sui nimunuy epetatanu.